# Franz Hemelsoet
Franz Hemelsoet, ook Frans of François, (Schaarbeek, 7 februari 1875 - 1947) was een Belgisch architect, die begin 20e eeuw vooral in zijn geboorteplaats een groot aantal art-nouveauwoningen, woninggroepen en herenhuizen bouwde. Hij studeerde aan de Koninklijke Academie voor Schone Kunsten van Brussel.

## Bekende werken
Franz Hemelsoet bouwde in Schaarbeek alleen al meer dan 70 gebouwen. Het feit dat Schaarbeek op dat moment een enorme expansie kende is daar niet vreemd aan. Hemelsoet bouwde net als de meeste van zijn tijdgenoten in de stijl die de klant aangaf, of dat nu Vlaamse renaissance, beaux-arts, eclectisme of art nouveau was.
- 1902 eigen huis Prinses Elisabethlaan 22, Schaarbeek in een eclectische stijl.

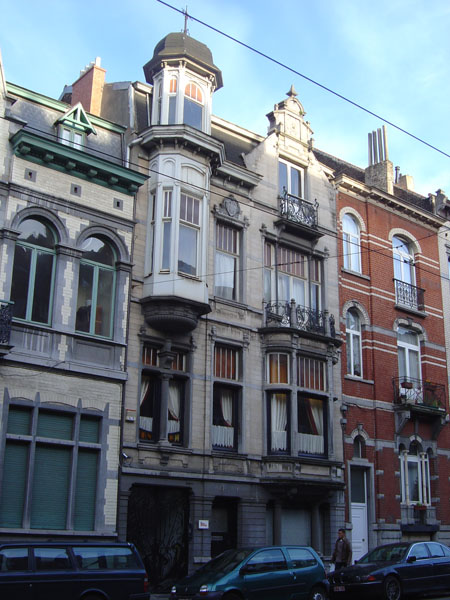
Huis van Franz Hemelsoet
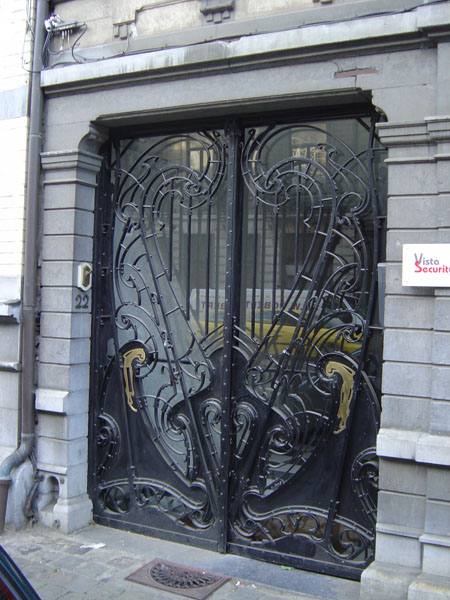
De toegangsdeur
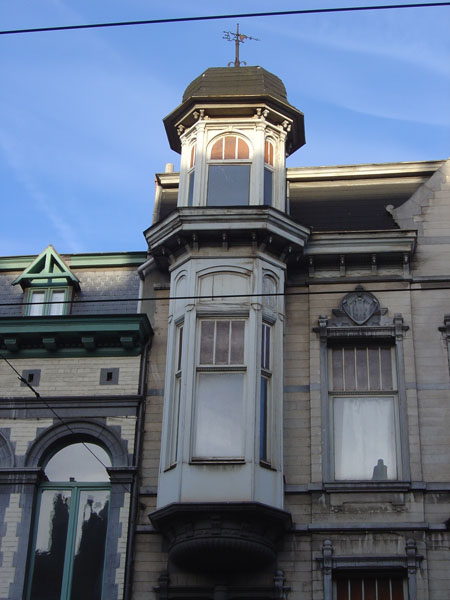
Het torentje

- 1906 Atelier en opslagplaats, Waelhemstraat 71-75, Schaarbeek
- 1906 Woonhuizen, Eugene Demolderlaan 22, 24, 26, 27, 28, 31, 32, 48, 52, 54, 59, 98, 104, 108, 109, 114, 116, 134, 136), Schaarbeek[1]
- 1907 Woonhuizen, Kesselsstraat 86, 88, Schaarbeek
- 1907 Woonhuis, Louis Bertrandlaan 38, Schaarbeek
- 1912 Woonhuis en atelier voor drukkerij Delcorde, Sleekxlaan 44, Schaarbeek

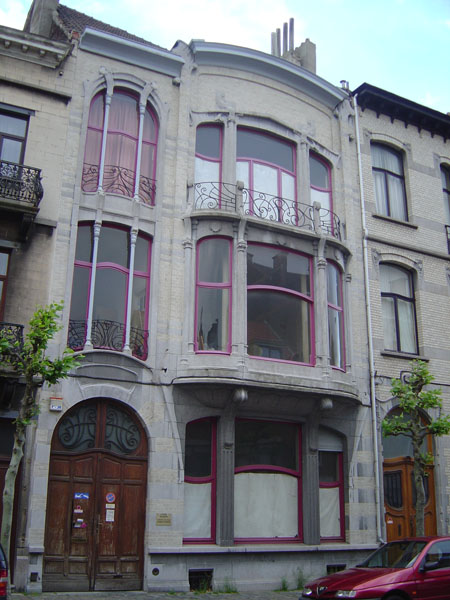
Geheel van atelier en woonhuis
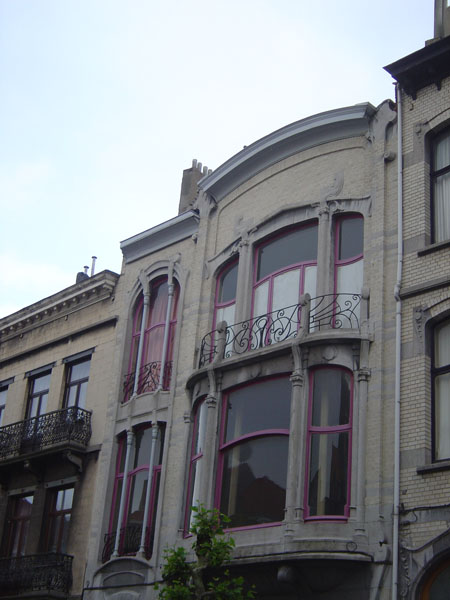
Detail: erker en smeedijzeren balustrade

- 1912 Woonhuizen, Giraudlaan 9, 11, 13, Schaarbeek met sgraffiti van Privat-Livemont

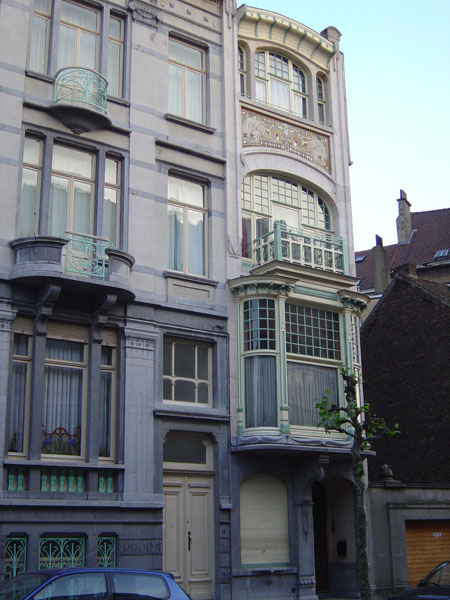
Giraudlaan 9
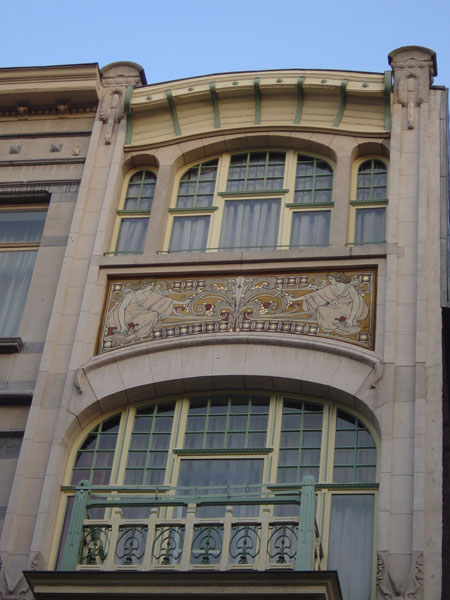
De sgraffiti

- 1928 Groot appartementsgebouw van vier verdiepingen, Tervurenlaan 192 Sint-Pieters-Woluwe
- Opbrengsthuis en atelier, Sleekxlaan 90-92, Schaarbeek
- Ensemble van huizen, Sleekxlaan 34-44, Schaarbeek
- Opbrengsthuis Verboeckovenplein 8, Schaarbeek
- Café "Les Deux Paons" Albaniëstraat 77. Sint-Gillis
- Collège Saint-Michel, Sint-Michielslaan 22 - 24, 1040 Etterbeek